# Teto (rapper)
Clériton Sávio Santos Silva (Jacobina, 19 de outubro de 2001), mais conhecido como Teto, é um rapper, cantor e compositor brasileiro. Ficou conhecido por meio das prévias de suas músicas que foram lançadas não oficialmente em vários canais do YouTube, alcançando milhões de visualizações e ganhando fama em redes sociais como o TikTok e Instagram.

## Infância e juventude
Clériton Sávio Santos Silva nasceu em 19 de outubro de 2001 no município de Jacobina, no estado da Bahia.
Aos oito anos de idade, ele lembra de ouvir o pai tocando e cantando em casa gêneros musicais como pagode, axé e MPB.
Teto começou a compor aos doze anos e até hoje grava tudo em seu quarto. Teto gravou muitas prévias musicais nesse quarto, essas prévias resultaram em um grande reconhecimento a ele.

## Carreira

### Inicio de carreira, sucesso com as prévias e contrato com a 30PRAUM (2018–2021)
Teto começou sua carreira musical em 2018, lançando algumas músicas (sendo elas "Fico Famoso" e "Say Yes") que acabaram não rendendo sucesso, sendo mais tarde retiradas das plataformas digitais. No final de 2019, a gravadora Hash Produções se interessou e fechou uma parceria de investimento com o músico. Embora ele tenha gravado muitas músicas com o selo, além de participar juntamente com outros artistas da produtora no mixtape "Bagulhão" (que continha uma faixa dele chamada "100"), ele se sentiu frustrado pela demora de sua estreia e comentou numa entrevista ao G1 o motivo da saída da Hash: "A galera fala e especula muita coisa, mas a verdade é que sempre quis ver meu trabalho valorizado, sempre quis ver o mercado evoluir e dentro da Hash Produções não sentia seriedade, não sentia que levavam isso tão a sério". Teto conseguiu construir uma base de fãs após fazer participações nos hits "Drip da Roça" de Reid, que conta com mais de 50 milhões de visualizações no YouTube e "Saturno" de Burn-O em 2020. No mesmo ano, ele começou a fazer lives no seu Instagram para divulgar suas músicas, que ainda estavam em fase de produção. Pessoas que gostaram de seu trabalho começaram a lançar de maneira não oficial essas músicas, que ficaram conhecidas como prévias no YouTube. Os vídeos de suas músicas alcançaram milhões de visualizações em vários canais.
"Pegava meu celularzinho, botava lá e fazia minha live. A galera entrava, eu mostrava meu som, curtia e isso contagiou muito a rapaziada. Foi uma parada muito massa, e a galera viu que eu era um moleque diferente", conta Teto ao G1.
Sua repercussão atraiu o rapper Matuê, que se aproximou de Teto com o interesse de fazer um feat da faixa "M4", que seria apenas uma colaboração, porém mais tarde o convidou para fazer parte da sua gravadora 30PRAUM. Como ainda estava em pré-contrato com a gravadora Hash Produções, ele decidiu não levar o contrato adiante e assinou com a 30PRAUM em janeiro de 2021, dando inicio definitivo na sua carreira.
Com mais sucesso, Teto enfrentou problemas com lançamentos não oficiais de suas músicas. Algumas pessoas lançaram os singles de forma clandestina na plataforma Spotify. Em uma live no Instagram, o rapper desabafou sobre essa situação: “Como uma pessoa consegue soltar uma música no meu perfil de artista? Não faz nenhum sentido isso… Já estamos procurando derrubar as músicas que estão vazando, mas isso não deveria ser possível”, disparou Teto. Teto em seu show falou o Teto antigo estar de volta em comemoração  resolveu lançar savana, por 24 horas, um single muito esperado pelos fãs do cantor.

### M4, Prévias.zip e outros lançamentos (2021)
O single M4, que inclui participação especial de Matuê, foi produzido por Fernospazzin e Gibbo, sendo lançado pela 30PRAUM, em 19 de janeiro de 2021. A música ficou no Top 15 músicas do Spotify mais ouvidas no Brasil com apenas poucos dias de lançamento e também permaneceu no Top 5 de músicas mais tocadas do país por mais de 2 meses consecutivos.
Seu primeiro EP chamado de Prévias.zip foi lançado em 1º de abril de 2021, pela 30PRAUM, com a distribuição da Sony Music Brasil. As músicas somaram milhões de acessos em todas as plataformas. Três das quatro faixas do EP ficaram nas posições mais altas da sessão “Em Alta” do YouTube, sendo elas “PayPal”, “Dia Azul” e “Manha” respectivamente, perdendo apenas a primeira posição para o grupo coreano BTS. O EP alcançou o primeiro lugar nas paradas musicais da Apple Music Brasil e iTunes Egito, com todas as faixas também entrando nas paradas musicais do Brasil. A música Paypal foi a que teve melhor desempenho, ficando na posição 8° da Apple Music Brasil, 92° da iTunes Brasil e 79° do Spotify Brasil.
Teto foi escolhido pelo Spotify como artista "RADAR" do mês de abril. Durante todo o mês, estando na capa da playlist Radar Brasil, responsável por apresentar novos artistas e músicas de diversos gêneros para o público. Ele foi considerado pelo jornal digital "Rap Mais", como "um dos rappers brasileiros mais ouvidos no Spotify, em Abril". Em agosto de 2021, o artista fez uma participação especial na live "Quer Voar Experience" da gravadora 30PRAUM, cantando seu hit "M4" ao lado de Matuê.. Em pouco tempo, a live alcançou mais de 100 mil pessoas, conquistando o recorde nacional de 1ª premiere de clipe nacional de 2021. Além de conseguir 2 milhões de visualizações em 24 horas. Em 28 de setembro de 2021 é lançado o single Groupies. Através de parceria exclusiva e inovadora com a Cinemark, foi exibido o videoclipe nos cinemas de todo Brasil. O videoclipe atingiu 1 milhão de visualizações em apenas 3 horas e sua premiere alcançou o recorde brasileiro com 133 mil pessoas assistindo a estreia do clipe, ultrapassando o hit "Modo Turbo", de Luísa Sonza, e se destacando nas paradas musicais do Brasil, Portugal e Angola. 
Em 10 de outubro de 2021, o artista lançou o single Mustang Preto juntamente com um videoclipe super bem produzido, no qual conta com direção de Felipe Vieira. A música ficou na posição 78° do Spotify Brasil, 192° do Spotify Portugal, 79° do Youtube Brasil, 107° do Apple Music Angola e 197° do Apple Music Brasil.
Em novembro de 2021, Teto embarcou na mini turnê "Revoada USA" juntamente com MC Hariel e Matuê, a fim de promover sua carreira nos Estados Unidos. A turnê foi realizada pela produtora Reset Entertainment em parceria com a All Star Produções. Ela iniciou na cidade de Newark, no dia 20 de novembro, e seguiu para apresentações nas cidades de Boston, Atlanta, Miami, Orlando, tendo seu encerramento no dia 28 de novembro de 2021, na cidade de San Diego. Poucos dias antes, em 17 de novembro de 2021, Teto lançou seu quarto single chamado A Lua, uma regravação da música de mesmo nome da banda baiana conhecida como "Filhos de Jorge", sendo parte de um projeto do Spotify chamado "Spotify Singles". O single alcançou a posição 144° do Spotify Brasil.

### MAIOR QUE O TEMPO e antecedentes(2025–presente)

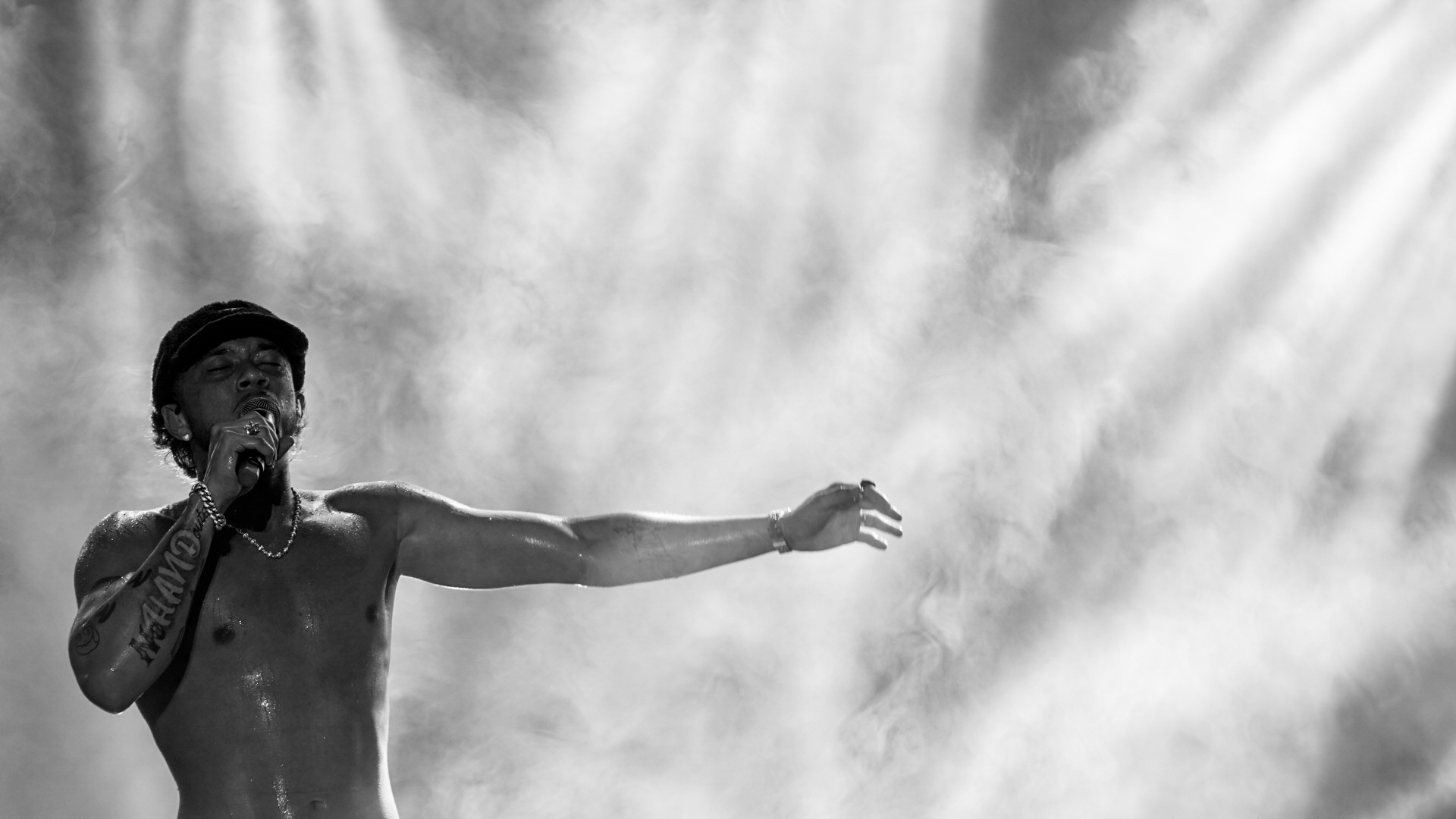
Teto durante o Carnaval de Olinda (2025)

Após o lançamento de 'prévias.zip', Teto ficou quase quatro anos sem lançar algum álbum ou EP, aumentando ainda mais a ansiedade dos fãs que viram o seu potencial em 2021. Durante esse tempo, Teto foi muito criticado por não ter aproveitado o hype e lançado um álbum de estúdio, além de ter sido criticado por ter mudado seu estilo musical, lançando afrobeats e músicas de hip-hop alternativo.
Em janeiro de 2025, Teto lançou seu segundo EP, intitulado 'tempo.zip', contendo antigas prévias que eram esperadas por diversos fãs. Em seu Instagram, ele postou as seguintes mensagens: “Eu cheguei até aqui por causa de escolhas. Algumas certas e muitas outras erradas." e "Agora eu vejo tudo e vou fazer melhor. ‘tempo.zip’ foi só uma dessas que eu corrigi”. Levando aos fãs uma interpretação de que esse EP seria uma forma de corrigir o passado de sua carreira que não foi bem aproveitada.
Já em 27 de março de 2025, Teto finalmente lançou seu primeiro álbum de estúdio. Intitulado 'MAIOR QUE O TEMPO', o álbum conta com dois discos divididos em dualidade, o primeiro, representando Teto em suas raízes no trap, e o segundo, representando Teto em sua nova musicalidade, permitindo mostrar o seu lado mais artístico. Esse álbum é tido como um "adeus" às prévias do antigo Teto.

## Características musicais
Teto costuma falar em suas músicas sobre dinheiro, mulheres, sonhos, objetivos e inveja. Seu destaque na cena do trap talvez esteja ligado por suas melodias e forma de encaixar os assuntos na hora da escrita. O artista também costuma utilizar a técnica de canto melisma em suas músicas.

## Legado e reconhecimento
Mesmo em pouco tempo, Teto já tem vários reconhecimentos. Ele se tornou um dos maiores artistas de sucesso do Brasil no momento apenas lançando prévias de suas músicas e também se tornando uma das revelações do Trap no ano de 2020. O jornal digital Rap Mais comentou que "O jovem artista Teto já pode ser considerado um fenômeno das redes sociais e um nome para ficar de olho em 2021". Ele também foi o primeiro músico brasileiro que atingiu a marca de um milhão de seguidores no Instagram, mesmo sem lançar nenhuma música oficial.

## Discografia
O rapper possui várias canções que foram vazadas e não foram lançadas oficialmente como singles, por exemplo as músicas intituladas "Savana", "Drugs", "Chanel", "Futuro", "Lemon Haze", "Fuck the Hell", "Te Amo Mãe" e entre inúmeras outras que foram vazadas. Teto também lançou as músicas "100" e "High (com Dascar, Alee e Jovem Dex)" em abril de 2020, período onde fazia parte da gravadora Hash Produções, porém essa mixtape foi excluída tempo depois.

### Álbuns de estúdio
- MAIOR QUE O TEMPO (2025)[44][45]

### EP's
- Prévias.zip (2021)
- tempo.zip (2025)[46]

| Singles                    | Lançamento          | Álbum             |
| -------------------------- | ------------------- | ----------------- |
| M4                         | Janeiro de 2021     | —                 |
| Paypal                     | Abril de 2021       | Prévias.zip       |
| Dia Azul                   | Abril de 2021       | Prévias.zip       |
| Fashion                    | Abril de 2021       | Prévias.zip       |
| Manha                      | Abril de 2021       | Prévias.zip       |
| Groupies                   | Setembro de 2021    | —                 |
| Mustang Preto              | Outubro de 2021     | —                 |
| Fim de Semana no Rio       | Março de 2022       | —                 |
| VAMPiro                    | Abril de 2022       | —                 |
| Flow Espacial              | Janeiro de 2023     | —                 |
| Minha Vida é um Filme      | Março de 2023       | —                 |
| Movimento                  | Março de 2023       | —                 |
| Mais um Voo                | Outubro de 2023     |                   |
| zumzumzum                  | Janeiro de 2024     |                   |
| Problemas de um Milionário | 10 de abril de 2024 |                   |
| Embalo                     | 25 de abr. de 2024  |                   |
| OK! OK                     | 25 de jul. de 2024  |                   |
| 4TAL                       | 9 de set. de 2024   | 333 (álbum)       |
| EURO LIBRA                 | 23 de out. de 2024  | Ceo               |
| YES OR NO                  | 26 de mar. 2025     | MAIOR QUE O TEMPO |

### Participações em outras músicas
- Rara [Kawan ft. Teto] (2020)
- Drip da Roça [Reid, Doode, Teto, Ear Kid, Stef & Fabin] (2020)
- Saturno [Burn-O ft. Doode, Teto] (2020)
- Ixle [Kawan ft. Teto, Dascar] (2020)
- Melhor Dia 7 [Marcos Baroni ft. Teto, WIU, Edi Rock, Alee, Brandão] (2022)
- Poesia Acústica #12 - Pra Sempre [Filipe Ret, Caio Luccas, Bin, Budah, Borges, Marina Sena, Teto, Luiz Lins] (2022)
- Mizzy Miles - EUROPA feat. Deejay Telio, Teto & Gson (2022)
- Mizzy Miles - "Ninguém Entende Nada" feat. Teto e MC PH (2024)
- Mizzy Miles - "God Bless" feat. Slow J & Teto (2025)

## Prêmios e indicações
| Ano  | Prêmio           | Categoria                                      | Resultado | Ref.          |
| ---- | ---------------- | ---------------------------------------------- | --------- | ------------- |
| 2021 | Prêmio Rap Forte | Hit do Ano                                     | Indicado  | [ 49 ]        |
| 2021 | Prêmio Rap Forte | Revelação                                      | Indicado  | [ 49 ]        |
| 2021 | Prêmio Verov     | Revelação                                      | Venceu    |               |
| 2022 | MTV MIAW         | Hino do Ano ("VAMPiro" – Matuê, Teto e WIU)    | Indicado  | [ 50 ] [ 51 ] |
| 2022 | MTV MIAW         | Feat. Nacional ("VAMPiro" – Matuê, Teto e WIU) | Indicado  | [ 50 ] [ 51 ] |
| 2022 | MTV MIAW         | Trap na Cena (Teto)                            | Indicado  | [ 50 ] [ 51 ] |